# Munizipalität Gurdschaani
Die Munizipalität Gurdschaani (georgisch გურჯაანის მუნიციპალიტეტი, Gurdschaanis munizipaliteti) ist eine Verwaltungseinheit (etwa entsprechend einem Landkreis) in der Region Kachetien im Osten Georgiens.

## Geografie
Verwaltungszentrum der Munizipalität Gurdschaani ist die Kleinstadt Gurdschaani. Die eine Fläche von 846 km² einnehmende Munizipalität wird von fünf ebenfalls zur Region Kachetien gehörigen Munizipalitäten begrenzt: im Westen von Sagaredscho, im Nordwesten von Telawi, im Nordosten von Qwareli, im Osten von Lagodechi und im Südosten und Süden von Sighnaghi.
Der nordöstliche Teil der Munizipalität mit den meisten größeren Orten liegt im Bereich des der südwestlichen Flanke des Alasani-Beckens; der namensgebende Fluss Alasani markiert die nordöstliche Grenze der Munizipalität. Durch den mittleren Teil erstreckt sich der Gombori-Kamm, der dort – im Gegensatz zu seinem höheren Teil weiter nordwestlich – den Charakter eines bewaldeten Mittelgebirges trägt, mit dem 1332 m hohen Tba-Zweri als höchstem Gipfel. Am südwestlichen Fuß des Kammes liegt ebenfalls eine Anzahl von Ortschaften, bevor das trockene und dünn besiedelte Iori-Hochland beginnt, das den südwestlichen Teil der Munizipalität bis zum Fluss Iori einnimmt.

## Bevölkerung und Verwaltungsgliederung
Die Munizipalität hat 51.800 Einwohner (Stand: 2021). 2014 betrug die Einwohnerzahl 54.337; das war etwa ein Viertel weniger als bei der vorangegangenen Volkszählung 2002 (72.618).
Bevölkerungsentwicklung
Anmerkung: Volkszählungsdaten

Die größten Ortschaften neben der Stadt Gurdschaani (8024 Einwohner) sind mit jeweils über 2500 Einwohnern die Dörfer Bakurziche, Gurdschaani (südlich an die Stadt anschließend, aber eigenständig), Kardenachi, Tschumlaqi, Wasissubani, Wedschini und Welisziche (2014).
Die Munizipalität gliedert sich in den eigenständigen Hauptort Gurdschaani sowie 23 Gemeinden (hier überwiegend mit nur jeweils einer Ortschaft einfach als „Dorf“, georgisch sopeli, სოფელი bezeichnet; ansonsten temi, თემი) mit insgesamt 30 Ortschaften:
| Gemeinde        | Anzahl Ortschaften | Einwohner (2014) |
| --------------- | ------------------ | ---------------- |
| Achascheni      | 1                  | 2420             |
| Araschenda      | 5                  | 1913             |
| Bakurziche      | 1                  | 2574             |
| Dschimiti       | 1                  | 1205             |
| Dsirkoki        | 1                  | 1120             |
| Gurdschaani     | 1                  | 3738             |
| Kalauri         | 1                  | 1976             |
| Kardenachi      | 1                  | 3873             |
| Katschreti      | 1                  | 1958             |
| Kolagi          | 1                  | 1046             |
| Melaani         | 1                  | 1079             |
| Mukusani        | 2                  | 1362             |
| Naniani         | 1                  | 506              |
| Schaschiani     | 1                  | 2342             |
| Semo Katschreti | 1                  | 671              |
| Tschalaubani    | 1                  | 897              |
| Tschandari      | 1                  | 1678             |
| Tscheremi       | 1                  | 28               |
| Tschumlaqi      | 2                  | 3922             |
| Wasissubani     | 1                  | 2862             |
| Watschnadsiani  | 2                  | 1700             |
| Wedschini       | 1                  | 2935             |
| Welisziche      | 1                  | 4508             |

## Sehenswürdigkeiten
In der Munizipalität befinden sich bedeutende Baudenkmäler. Besonders bekannt ist die aus behauenem Stein erbaute Kirche Allerheiligenkirche  von Gurdschaani (Gurdschaanis Qwelazminda) aus dem 8. oder 9. Jahrhundert. Beim Dorf Watschnadsiani liegt das Allerheiligenkloster von Watschnadsiani (Watschnadsianis Qwelazminda). Ein Vorort der Stadt Gurdschaani ist der Kurort Achtala. Andere Sehenswürdigkeiten der Munizipalität sind eine mittelalterliche Burg im Dorf Wedschini, die Sabazminda-Kirche in Kardenachi aus dem 13. Jahrhundert, die Basilika von Wasissubani und das Sanagire-Kloster.